# Abito da sposa cercasi - Palermo
Abito da sposa cercasi - Palermo  è stato un reality show italiano, andato in onda dal 5 novembre 2019 su Real Time.

## Programma
Lo show vede come location la città di Palermo e in particolare l'Atelier Barbàra. Qui, ogni futura sposa sceglie il vestito per il giorno del suo matrimonio. Ad aiutarle nella scelta giusta c'è lo stilista e wedding planner Enzo Miccio.
In ogni episodio sono tre le future spose che giungono all'atelier, accompagnate da parenti, amici, damigelle, per scegliere l’abito perfetto.

### Cast
- Enzo Miccio: conduttore del programma, stilista e wedding planner.
- Piera: proprietaria del negozio.
- Federica: consulente del negozio.
- Cinzia: consulente del negozio.

## Edizioni
| Stagione | Conduzione  | Messa in onda   | Messa in onda  | Episodi | Rete      |
| Stagione | Conduzione  | Inizio          | Fine           | Episodi | Rete      |
| -------- | ----------- | --------------- | -------------- | ------- | --------- |
| 1ª       | Enzo Miccio | 5 novembre 2019 | 7 gennaio 2020 | 10      | Real Time |